# 查理斯·凡納
查理斯．凡納（英語：Charles Viner；1678年—1756年6月) ，法學作家和大學捐助人。凡納於1678年在梳士巴利出生並於同年11月3日受洗，父親是個豐裕的布商。1695年，他被牛津大學赫德堂取錄，但沒取得學位。1699年，他與15歳的妻子結婚，並一直同住在漢普郡奧爾德肖特。

## 生平
凡納於1700年加入中殿，但從未被認許為大律師。雖然他有時在倫敦的大律師事務所提供法律意見，他的興趣他卻是在法學文獻。他在1703年開始蒐集近期案例的筆記，又花上大半生的精力將已存的法律資料以主題的字母順序排列。他的《普通法及衡平法節錄通本》曾於1742年至1757年間發行過23冊。即使沒有被廣泛使用，該書卻是當時最全面的法律叢書。凡納於1756年6月5日在奧爾德肖特去世，牛津大學接收了他大部分的遺產用作開設一個普通法教席和提供獎學金。凡納基金構成牛津普通法教育的基石。

## 遺產
凡納是牛津大學18世紀最慷慨的學術捐助人。他以信託形式把餘下的《凡納節錄通本》和資產（價值 £12,000）遺贈予牛津大學。牛津大學以他的名義創立英格蘭法律凡納教授教席，並由布力石爵士擔任首任教授。